# Nakamoto Suzuka
Nakamoto Suzuka (中元 すず香 Nakamoto Suzuka, sinh ngày 20 tháng 12 năm 1997), còn có nghệ danh là Suzuka và Su-metal (tất cả viết hoa cách điệu) là một ca sĩ, nhạc sĩ sáng tác bài hát và người mẫu người Nhật Bản. Cô nổi danh nhất nhờ là thành viên của ban nhạc kawaii metal Babymetal. Đại diện của cô là công ty quản lý tài năng Amuse Inc. và là thành viên của ba nhóm nhạc mà công ty thành lập: Karen Girl's, Sakura Gakuin và Babymetal.

## Tiểu sử
Năm 2002, Nakamoto giành giải Grand Prix trong cuộc thi Image Girl của Jewel Drop, một dòng mỹ phẩm đồ chơi do Bandai sản xuất, sau đó đóng vai chính trong một số quảng cáo của Jewel Drop.
Năm 2006, Nakamoto được nhận vào Trường diễn viên Hiroshima (ASH). Cô theo học với một thành viên tương lai khác của Sakura Gakuin là Mariri Sugimoto, người cô từng quen trước khi nhập học. Cô còn cạnh tranh với Sayashi Riho, thành viên tương lai của Morning Musume và vũ công hỗ trợ Babymetal, vì họ được coi là hai học viên hàng đầu của trường vào thời điểm đó.
Năm 2007, cô được ký hợp đồng với công ty quản lý tài năng Amuse, Inc. sau khi trở thành á quân trong cuộ thi Star Kids Audition lần thứ 2 do công ty tổ chức.
Năm 2008, công ty của cô ấy lập một nhóm ba người đặt tên là Karen Girl's, và Suzuka được kết nạp. Nhóm được giới thiệu là em gái của nhóm nhí nữ ba người Perfume và thể hiện một số bài hát chủ đề cho bộ anime Zettai Karen Children, rồi tan rã vào ngày 31 tháng 3 năm 2009, sau khi bộ anime chấm dứt.
Tháng 4 năm 2010, Nakamoto trở thành thành viên sáng lập của Sakura Gakuin, một nhóm nhạc thần tượng do công ty quản lý của cô thành lập. Các thành viên trong nhóm cũng thành lập các tiểu đơn vị gọi là "club", mỗi nhóm phát hành các bài hát của riêng mình dưới dạng một đơn vị. Suzuka trở thành thành viên của “Heavy Music” club (重音部 Jūonbu), họ đã phát hành các bài hát dưới tên Babymetal, bao gồm cả các thành viên Sakura Gakuin là Mizuno Yui và Kikuchi Moa.
Mùa xuân năm 2013, Nakamoto tốt nghiệp sơ trung và do đó buộc phải "tốt nghiệp" Sakura Gakuin (giới hạn các cô gái ở độ tuổi sơ trung). Buổi hòa nhạc tốt nghiệp của cô được tổ chức vào ngày 31 tháng 3 tại Diễn đàn Quốc tế Tokyo. Suzuka hiện đang biểu diễn với Babymetal, đơn vị được tách ra từ Sakura Gakuin sau khi cô ấy tốt nghiệp, với nghệ danh Su-metal. Album đầu tay trùng tên Babymetal được phát hành vào tháng 2 năm 2014.
Nakamoto xếp thứ chín trên "bảng xếp hạng kỳ vọng vào những nhân vật mới trưởng thành năm 2018" của Oricon News, bình luận "khả năng ca hát thật tuyệt vời" của cô.
Tháng 10 năm 2022, với việc phát hành đĩa đơn Divine Attack - Shingeki -, Nakamoto lần đầu tiên được ghi công là tác giả phần lời cho một bài hát của Babymetal.

## Đời tư
Suzuka là em út trong ba chị em. Chị gái thứ hai của cô là Nakamoto Himeka, cựu thành viên của nhóm nhạc thần tượng Nogizaka46. Họ học chung tại Trường diễn viên Hiroshima (ASH) và hát cùng nhau trong một nhóm đôi có tên là Tween.
Mẹ cô làm việc với đá quý và thỉnh thoảng tặng phụ kiện đá quý làm quà cho các thành viên của Babymetal. Cha cô biểu diễn trong một ban nhạc rock tên là Hooligans.

## Hợp tác với
- Karen Girl's (2008 - 31 tháng 3 năm 2009)
- Sakura Gakuin (tháng 4 năm 2010 — 31 tháng 3 năm 2013)
- Babymetal (2010 — nay)

## Danh sách đĩa nhạc

### Với Karen Girl's
- Fly to the Future (2009)

### Với Sakura Gakuin
- Sakura Gakuin 2010 Nendo: Message (2011)
- Sakura Gakuin 2011 Nendo: Friends (2012)
- Sakura Gakuin 2012 Nendo: My Generation (2013)

### Với Babymetal
- Babymetal (2014)
- Metal Resistance (2016)
- Metal Galaxy (2019)
- The Other One (2023)

## Danh sách phim

### Anime
- 2009: Zettai Karen Children (tập 40) - Chính cô (với Karen Girl's) (khách mời)

### Quảng cáo
- 2012: “Oshii! Hi-rô-si-ma" [23]